# 7391 Strouhal
7391 Strouhal eller 1983 VS1 är en asteroid i huvudbältet som upptäcktes den 8 november 1983 av den tjeckiske astronomen Antonín Mrkos vid Kleť-observatoriet i Tjeckien. Den är uppkallad efter den tjeckiska fysikern Vincenc Strouhal.
Asteroiden har en diameter på ungefär 6 kilometer.